# Nermin Ibrahimović
Nermin Ibrahimović (* 4. Mai 1990 in Novi Pazar, SFR Jugoslawien) ist ein serbischer Fußballspieler.

## Karriere
Nermin Ibrahimović spielte in seiner Jugend beim VfB Stuttgart und in Serbien beim FK Novi Pazar, wo er auch seine ersten Spiele im Profibereich absolvierte. Im Jahre 2010 ging er dann für die SpVgg 07 Ludwigsburg auf Torejagd, ehe er in der Winterpause 2011/12 in die Oberligamannschaft der Stuttgarter Kickers wechselte. Zur Saison 2013/14 rückte der Stürmer ins Profiteam der Kickers auf und gab am 27. Juli 2013 sein Profidebüt beim Auswärtsspiel gegen den SV Wehen Wiesbaden. Insgesamt kam er auf vier Drittligaeinsätze. Zur Saison 2014/15 wechselte Ibrahimović zum Oberligisten VfR Mannheim. Dort erlitt er im Mai 2015 einen Kreuzbandriss, wodurch er die folgende Spielzeit verpasste. Nach den kurzen Stationen 1. FC Heiningen und TuS Erndtebrück verpflichtete ihn im Januar 2017 der Verbandsligist Normannia Gmünd. Mit der Normannia stieg er 2018 in die Oberliga auf.